# El pañuelo Suffragette

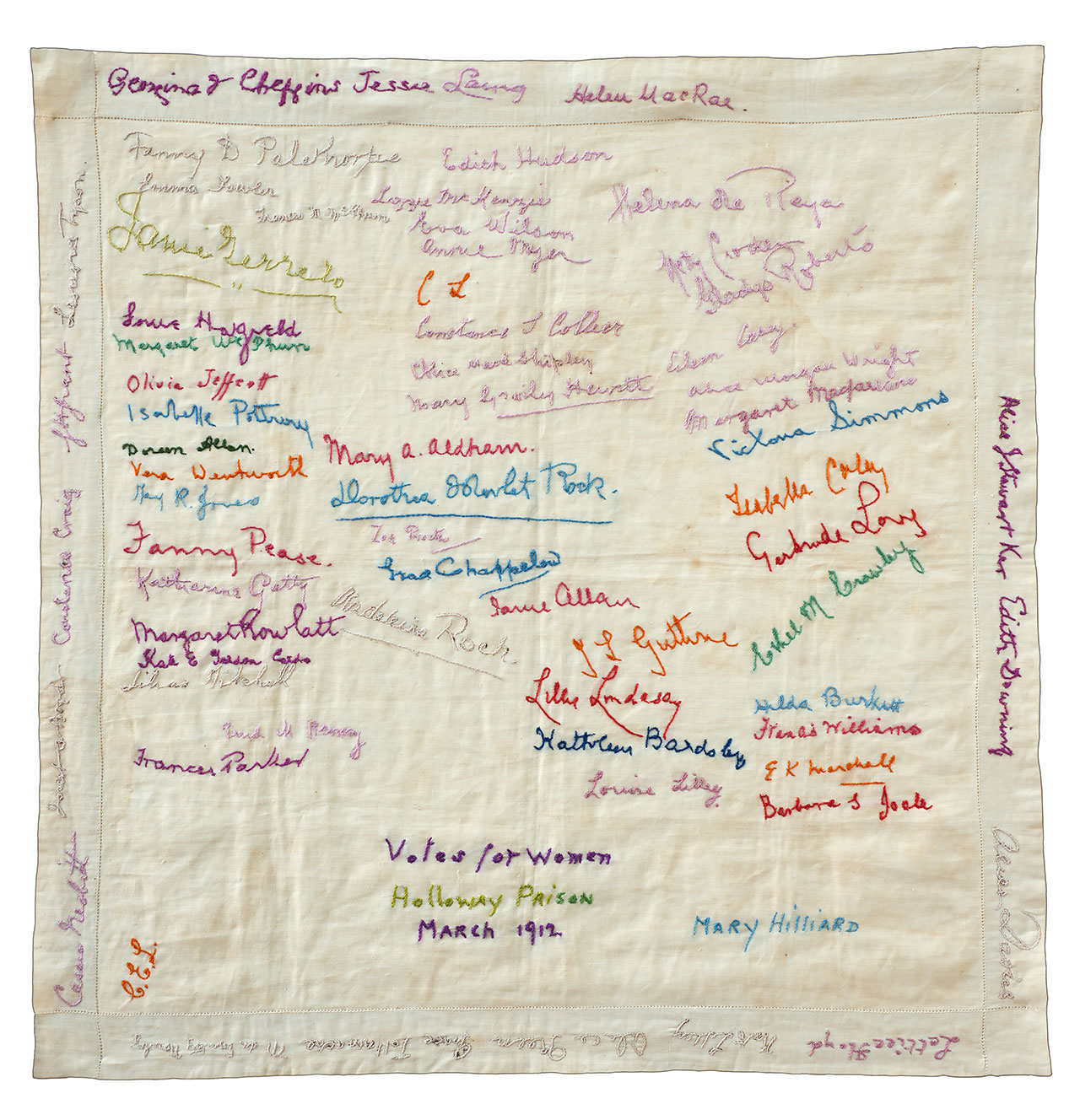
El pañuelo Suffragette (marzo de 1912)

El pañuelo Suffragette (en inglés The Suffragette Handkerchief) es un pañuelo que se exhibe en The Priest House, West Hoathly en West Sussex, Inglaterra. Tiene sesenta y seis firmas bordadas y dos conjuntos de iniciales, en su mayoría de mujeres encarceladas en HMP Holloway por su participación en las manifestaciones de ventanas rotas realizadas por suffragettes de la Unión Social y Política de las Mujeres en marzo de 1912. Este fue un valiente acto de desafío en una prisión donde las mujeres eran vigiladas de cerca en todo momento.

## Origen
Se cree que el pañuelo fue iniciado por Mary Ann Hilliard ya que lo guardó como recuerdo de sus compañeras prisioneras hasta donarlo al archivo del Colegio Británico de Enfermeras. La edición de marzo de 1942 del British Journal of Nursing registró que: 
 La señorita Mary Hilliard, una sufragista gentil y muy valiente, ha otorgado como regalo al Colegio el pañuelo de lino fino, firmado y bordado por todas las mujeres valientes que sufrieron encarcelamiento por razones de conciencia, en apoyo del voto de las mujeres en la prisión de Holloway en marzo de 1912. Muestra 67 firmas bordadas en varios colores, y todo lo que queda es ofrecer un cálido voto de agradecimiento a Mary Hilliard, RBNA, y esperar el momento en que este regalo histórico pueda enmarcarse adecuadamente y colocarse en la Sección de Historia del Colegio de Enfermeras británicas, donde se apreciará su valor único. 
De las 66 mujeres cuyos nombres completos aparecen en el pañuelo, se sabe que 61 fueron arrestadas en la campaña de ventanas rotas de marzo de 1912 y que recibieron sentencias de prisión de dos a seis meses. Dieciséis de las mujeres ocuparon cargos en las sucursales locales de la Unión Social y Política de las Mujeres en 1912, 18 habían cumplido penas de prisión anteriores por sus acciones en nombre del sufragio femenino, mientras que al menos cuatro fueron arrestadas posteriormente. Veinticuatro de las mujeres en el pañuelo participaron en la huelga de hambre de 1912 y quince fueron alimentadas por la fuerza. Estas mujeres recibieron la Medalla de la huelga de hambre otorgada por la WSPU.

## Posterior propiedad y exposición
No se sabe cómo llegó a abandonar la colección del Colegio Británico de Enfermeras después de que cerró en 1956 o cómo fue encontrado en la década de 1960 en una venta desordenada en West Hoathly por Dora Arnold, custodia de The Priest House. Su vínculo con el pueblo de West Hoathly no está claro (aunque la propietaria de The Priest House, Ursula, era miembro de la Unión Nacional de Sociedades de Sufragio Femenino ) y la investigación está en curso. La lista de las firmantes y algunas notas sobre su activismo están disponibles.
El pañuelo Suffragette se muestra en el primer piso de The Priest House, West Hoathly. Desde septiembre de 2018 hasta enero de 2019, se exhibió en el Royal College of Physicians como parte de la exposición 'Esta pregunta irritada: 500 años de mujeres en medicina'. Un foco particular de la exposición fue la firma de Alice Stewart Ker (1853–1943), una doctora escocesa que trabajó como cirujana en el Hospital de Niños de Birmingham, y que fue Oficial Médico honorario del Hospital Wirral para Niños Enfermos. La Dra. Ker había estado activa en la Sociedad de Sufragio de Mujeres Birkenhead, y en 1912 fue sentenciada a tres meses en la prisión de Holloway por romper una ventana en Harrods.

## Firmantes
- Mary Ann Aldham
- Janie Allan
- Doreen Allen
- Kathleen Bardsley
- Janet Boyd
- Hilda Burkitt
- Eileen Casey
- Isabella Casey
- Kate E. Teresa Cardro
- Grace Chappelow
- Georgina Fanny Cheffins
- Constance J. Collier
- Constance Craig
- Ethel M. Crawby
- Nelly Crocker
- Alice Davies
- Edith Downing
- Emma Fowler
- Lettice Floyd
- Katherine Gatty
- G. H. Grant
- Alice Green
- Joan Lavender Bailie Guthrie
- Louise Hargeld
- Mary Granley Hewitt
- Mary Ann Hilliard
- Edith Hudson
- Olivia Jeffcott
- Barbara S. Jocke
- May R. Jones
- Alice Stewart Ker
- C. L. (posiblemente Catherine Lane, arrestada el 1 de marzo de 1912 y liberada en abril)
- C. E. L.
- Jessie Laing.
- Kate Lilley
- Louise Lilley
- Lillie Lindesay
- Gertrude Lowy
- Margaret Macfarlane
- Helen MacRae
- Lizzie McKenzie
- Frances McPhun
- Margaret McPhun
- E. K. Marshall
- Lillias Mitchell
- Anne Myer
- Cassie Nesbit
- Fanny D. Palethorpe
- Frances Parker
- Fanny Pease
- Isabella Potbury
- Zoe Proctor
- M. Renny
- Helena de Reya
- Gladys Roberts
- Dorothea Herlet Rock
- Madeleine Rock
- Margaret Rowlatt
- M. du Santay Newby
- Alice Maud Shipley
- Victoria Simmons
- Janie Terrero
- Grace Tollamache
- Leonora Tyson
- Vera Wentworth
- Frances Williams
- Eva Wilson
- Alice Morgan Wright